# Kerstin Osterman
Kerstin Margareta Osterman, född 26 april 1950 i Ystad, är en svensk målare.
Osterman inledde sin konstnärliga verksamhet när hon var i 40-årsåldern med några konstkurser i Karlstad, vid Gotlands folkhögskola 1987-1992, vid Fria Målarskolan i Karlstad 1994-1999, vid Gerlesborgsskolan i Bohuslän 1992-2011 och en grafikkurs vid Kyrkeruds folkhögskola 2008. 
Hon har haft separatutställningar på Karolinens konstförening, Konstfrämjandet i Karlstad, Galleri Hippo i Stockholm, Galleri Holmby i Flyinge, Galleri Strand Slottsbron, Silvenska villan i Säffle och Galleri Bergman. Hon har även ställt ut tillsammans med Majvor Ekholm på Galleri Slottet i Sunne samt tillsammans med Unni Brekke i Kristinehamn. Hon har medverkat i samlingsutställningar på bland annat Galleri K, Nordiska travmuseet Falsterbo konsthall och på jurerade (verk utvalda av en jury) vid Värmlands konstförenings utställning Värmlands Höstsalong, Julsalong på Arvika Konsthall och Landskrona konsthall.
Hennes konst består huvudsakligen av landskap, blommor, hus, lemurer och hästar i akrylfärg och collage. Hon är ordförande och initiativtagare till Konstrundan Karlstad med omnejd.
Osterman är representerad i Karlstads kommun, Eda kommun, Säffle kommun och Kristinehamns kommun.